# Evento de Rupununi
O evento de Rupununi foi um evento de impacto que ocorreu na região de Rupununi, no sudoeste da antiga Guiana Britânica (atual Guiana), próximo à montanha Marudi, no dia 11 de dezembro de 1935, em torno das 21h do horário local (UTC-4).
O bólido pode ter provável ligação com a chuva de meteoros das Gemínidas, que são provenientes do asteroide 3200 Phaethon, pois, o pico ocorre no dia 13 de dezembro. Segundo os astrônomos britânicos Bill Napier e David Asher, o evento de Rupununi foi um dos maiores eventos de impacto do século XX, seguido do evento de Curuçá (também conhecido como "Tunguska brasileiro") e do evento de Tunguska.
O evento foi muito pouco estudado em relação aos outros eventos de impacto de proporção próxima no século XX.

## Expedições
Segundo relatório do astrônomo finlandês Serge Alexander Korff, da Bartol Research Foundation, após visita à região poucos meses depois, descreve que a devastação pode ter sido maior do que a acontecida no evento de Tunguska, na Rússia. Em novembro de 1937, a expedição Terry-Holden, do Museu Americano de História Natural chegou ao topo da Montanha Marudi, no qual, observou-se que havia uma área de árvores quebradas aproximadamente na altura de sete metros e meio desde a base. Primeiramente, William H. Holden presumiu que o fenômeno tinha as características de um tornado, porém, após seu retorno à Nova Iorque, ele confirmou a suspeita de uma explosão atmosférica causada por um objeto cósmico.
A região foi sobrevoada pelo aviador americano Arthur James Williams que relatou ter visto uma área da floresta de aproximadamente 32 quilômetros de extensão que tinha sido destruída em formato alongado ao invés de circular, levando à probabilidade do bólido ter entrado na atmosfera em um ângulo mais horizontal.
No final da década de 1930, o explorador Desmond Holdridge também visitou o local confirmando uma larga explosão provocada por um bólido.

## Relatos
Um dos principais relatos do ocorrido foi obtido por Serge A. Korff através do testemunho do mineiro escocês Godfrey Davidson. O mineiro contou que acordou com o estrondo da explosão e com a queda de suas panelas, além de ter observado um rastro residual luminoso no céu.
Outros relatos também foram obtidos por Holdridge, que entrevistou testemunhas que dizem ter avistado um objeto passando no céu acompanhado por um ruído assustador, seguido de um abalo e um fortíssimo clarão no céu que iluminou a noite como a luz solar.